# Free Speech Movement
Die Free Speech Movement (FSM, Bewegung für Meinungsfreiheit) war eine studentische Protestaktion, die im Jahr 1964 an der University of California, Berkeley als Reaktion auf die von der Universitätsleitung veranlasste Einschränkung der politischen Betätigungsmöglichkeiten für studentische Gruppierungen gegründet wurde. In den Protesten forderten Studenten zum ersten Mal eine Anerkennung ihrer Rechte auf freie Rede und freie Forschung.

## Vorgeschichte
Bereits vor dem Free Speech Movement waren in Berkeley zahlreiche Hochschulgruppen aktiv, die der Neuen Linken und den Neuen sozialen Bewegungen zugerechnet werden. Im Jahr 1957 formierte sich auf dem Campus eine Gruppe namens SLATE, die sich für den Schutz von Bürgerrechten, den Stopp von Atombombentests, die Abschaffung der Todesstrafe und die Bekämpfung zahlreicher weiterer außeruniversitärer Probleme einsetzte.
Im Jahr 1960 protestierten mehrere hundert Studenten gegen das in San Francisco tagende Komitee für unamerikanische Umtriebe. Der Protest wurde von der Polizei mit einem massiven Wasserwerfereinsatz und durch die Festnahme von mehreren Dutzend Demonstranten beantwortet.
Im folgenden Jahr wurde zahlreichen Bürgerrechtlern und linken Politikern wie Malcolm X und Herbert Aptheker ein Redeverbot erteilt, womit sich der Konflikt zwischen Studenten und Universitätsleitung verschärfte. Zusätzlich erfuhr die Universität 1963 und 1964 einen rapiden Anstieg der Studentenzahl, auf den sie nicht vorbereitet war.
Die Semesterferien des Sommers 1964 nutzten viele Studenten, um in den amerikanischen Südstaaten bei der Wählerregistrierung afro-amerikanischer Bürger behilflich zu sein und ihnen damit eine politische Einflussnahme zu ermöglichen. Die Situation bei der Rückkehr zum Herbstsemester 1964 stellte einen entschiedenen Kontrast dazu dar, zumal die Universitätsleitung inzwischen beschlossen hatte, das Verbot der politischen Agitation an und auf dem Campus von der Polizei strikt durchsetzen zu lassen. Da man sich durch die Arbeit in Mississippi und anderen südlichen Bundesstaaten bestärkt fühlte sich aktiv für die Wahrung von Bürgerrechten einzusetzen, entschieden sich viele Studenten dafür, mit der Universitätsleitung auf Konfrontationskurs zu gehen.
Am 29. September errichteten Studenten ungeachtet des Verbots am Südeingang des Campus Infostände und weigerten sich diese zu räumen, nachdem sie von der Verwaltung dazu aufgefordert worden waren. Fünf Studenten wurden gebeten sich für disziplinarische Maßnahmen bei der Administration zu melden. Anstatt der fünf Studenten erschienen aber 500, unter ihnen auch Mario Savio, der zum Anführer des studentischen Protests in Berkeley avancierte, und forderten, dass sie ebenfalls bestraft werden sollten. Die Universitätsleitung entschied daraufhin, drei der Anführer des Protestmarsches ebenfalls zu suspendieren.
Am Morgen des 1. Oktober 1964 errichteten etwa ein Dutzend Studentengruppen ihre Infostände direkt vor Sproul Hall, dem Verwaltungsgebäude der Universität. Ein Assistenzdekan forderte daraufhin einen der anwesenden Studenten, Jack Weinberg, auf sich zu identifizieren. Als dieser sich weigerte, wurde er von der Polizei verhaftet. Der Abtransport im Einsatzwagen wurde aber von mehreren hundert herbeieilenden Studenten mit einer Sitzblockade verhindert und das umstellte Polizeiauto zur Rednerbühne umfunktioniert. Die Blockade dauerte 32 Stunden und endete erst, als der Präsident der Universität, Clark Kerr, vermittelnd eingriff. Jack Weinberg wurde ohne Anklage freigelassen.

## Protestaktionen
Als Reaktion auf diese Ereignisse schlossen sich zahlreiche Hochschulgruppen zum Free Speech Movement zusammen. Bestärkt durch die errungenen Teilerfolge, setzten die Studenten ihre Aktionen fort. Unterstützt wurden sie zunehmend von Doktoranden, die so ihren Unmut über schlechte Bezahlung und zahlreiche Restriktionen seitens der Universitätsleitung zum Ausdruck bringen wollten. 
Als Reaktion auf die Ankündigung der Universitätsleitung am 13. November, nur von sechs der acht am 29. September bestraften Studenten die Suspendierung aufzuheben, kündigte das FSM an, die am 20. November stattfindende Sitzung des Aufsichtsrats der University of California stören zu wollen. Die amerikanische Folk-Sängerin Joan Baez solidarisierte sich mit den Studenten und erschien am 20. und gab für die Tausenden von Studenten, die sich in der Nähe der Sproul Hall, dem Tagungsort des Aufsichtsrats, versammelt hatten, ein Konzert. 
Nachdem bekannt wurde, dass die Aufsichtsräte viele der von Präsident Kerr gemachten Zugeständnisse aufgehoben und die Strafen gegen die zwei suspendierten Studenten, zu denen auch Mario Savio gehörte, sogar noch erhöht hatten, besetzten über tausend Studenten am 2. Dezember 1964 die Sproul Hall und riefen zum Streik auf. Die Besetzer wandelten das Verwaltungsgebäude in die „Freie Universität von Kalifornien“ um und wiesen die Flure und Büros zu Räumen für eine Vielzahl von Workshops aus.
Zunächst unternahm die Universitätsleitung keine Maßnahmen gegen die Aktivistien und überließ den Besetzern das Gebäude. Als jedoch abseits des Campus die Nachricht von der Besetzung der Sproul Hall die Runde machte und der Bezirksstaatsanwalt des Alameda County dem Gouverneur Pat Brown erklärte, dass man sich gegenüber diesen „Rebellen“ nicht nachgiebig zeigen sollte, ordnete Brown die Räumung an. Am 3. Dezember kurz nach zwei Uhr umstellten 600 Polizeibeamte aus Berkeley und weiteren umliegenden Gemeinden das Gebäude. Kerr forderte von den Studenten die sofortige und bedingungslose Räumung des Gebäudes. Als diese der Forderung nicht nachkamen, begann die Polizei mit der Räumung. Da die Besetzer passiven Widerstand leisteten, dauerte es zwölf Stunden, bis die Sproul Hall geräumt war. Insgesamt gab es 773 Festnahmen wegen Hausfriedensbruchs, die größte Massenverhaftung in der Geschichte Kaliforniens. Die meisten der Festgenommenen wurden in das Bezirksgefängnis in Santa Rosa gebracht, in dem zu jener Zeit auch Huey Newton inhaftiert war. 
Am Nachmittag des 3. Dezember hatten sich viele Tausend Studenten und Universitätsangestellte auf dem Sproul Plaza vor dem Verwaltungsgebäude und in den Gebäuden und auf den Dächern der umliegenden Gebäude versammelt. Der Polizeieinsatz wurde mit Unverständnis und Entsetzen zur Kenntnis genommen. Kurz darauf fand ein Treffen von 800 Professoren der Universität statt. Auf dieser Versammlung solidarisierten sie sich mit den Festgenommenen und forderten, dass der Polizei zukünftig der Zutritt zum Campus verwehrt werden solle. Die Professoren entschieden sich, für die betroffenen Studenten die Kaution zu zahlen, womit am folgenden Tag alle 773 Inhaftierten wieder freigelassen wurden.
Präsident Kerr beraumte für den 7. Dezember ein Treffen aller Universitätsangehörigen im Hearst Greek Theatre an, zu dem 16.000 Menschen erschienen. Er verlas dort eine von zahlreichen Dekanen der Fakultäten unterzeichnete Erklärung, die die Besetzung zwar verurteilte, aber Gesprächsbereitschaft signalisierte und Verständnis für die Studenten aufbrachte. Als Mario Savio gegen Ende der Versammlung zur Bühne ging und das Wort ergreifen wollte, wurde er von Sicherheitskräften in Gewahrsam genommen und hinter die Bühne gezerrt. Um zu verhindern, dass die Versammlung in einer Revolte der Studenten endete, wurde er schließlich freigelassen und ihm die Möglichkeit zu einer kurzen Ansprache gegeben, bei der er die Studenten aufforderte sich weiter an Diskussionsrunden zu beteiligen und für das Recht auf freie Meinungsäußerung einzutreten.
Am folgenden Tag, dem 8. Dezember traf sich der Senat der Universität, um über die Anträge bezüglich der Garantierung der Redefreiheit abzustimmen. Mit 824 zu 115 Stimmen entschied der Senat, das Verbot der politischen Agitation aufzuheben. Die Entscheidung wurde von Tausenden Studenten, die sich vor dem Gebäude versammelt hatten und über Lautsprecher der Abstimmung beiwohnten, mit Begeisterung zur Kenntnis genommen.